# Чингаза (національний природний парк)
Національний природний парк Чингаза (іспанська Parque Nacional Natural (PNN) Chingaza) розташований у Східних колумбійських Андах, на північний схід від Боготи, Колумбія, у департаментах Кундінамарка та Мета. Висота в парку, коливається від 800 до 4,020 м. Площа парку 766 км².

## Гідрографія
99 % території парку розташовано в басейні річки Оріноко. 1 % його площі знаходиться в басейні річки Магдалена.
Чингаза має близько 40 природних льодовикових озер. Найбільше озеро Чингаза розташоване в південно-західній частині парку на висоті 3,250 м. Однією з найбільш визначних пам'яток парку є озера Сієча. Чингаза забезпечує 80 % високоякісної питної води міста.

## Дика природа
Тварини, знайдені в Чингазі, включають очкових ведмедів, оленів, тапірів, пум, андських кондорів, гребенечубів, ягуарів, індиків, шерстистих мавп, нічних мавп, оцелотів і туканів. Велика кількість ендемічних видів робить парк одним із найважливіших географічних регіонів біорізноманіття в Колумбії.
В околицях озера Чингаза зареєстровано близько 383 видів рослин. За оцінками, загальна флора парку може перевищувати 2000 видів. Існує вісім видів торф'яного моху, який може поглинати воду, що у 40 разів перевищує їх вагу. Існують також ендемічні види, такі як frailejones, які ростуть на páramo і навіть у лісах.

### Корінне населення
Тепер на території Чингаза немає корінних племен. Проте ця територія має історичне значення, оскільки в цьому регіоні мешкали муїска та домуіска понад 10 000 років. Недавні дослідження показують, що Чінгаза мовою чібча муіска могла називатися Чім-ва-за, що означає «Нічні гори Бога».

## Галерея

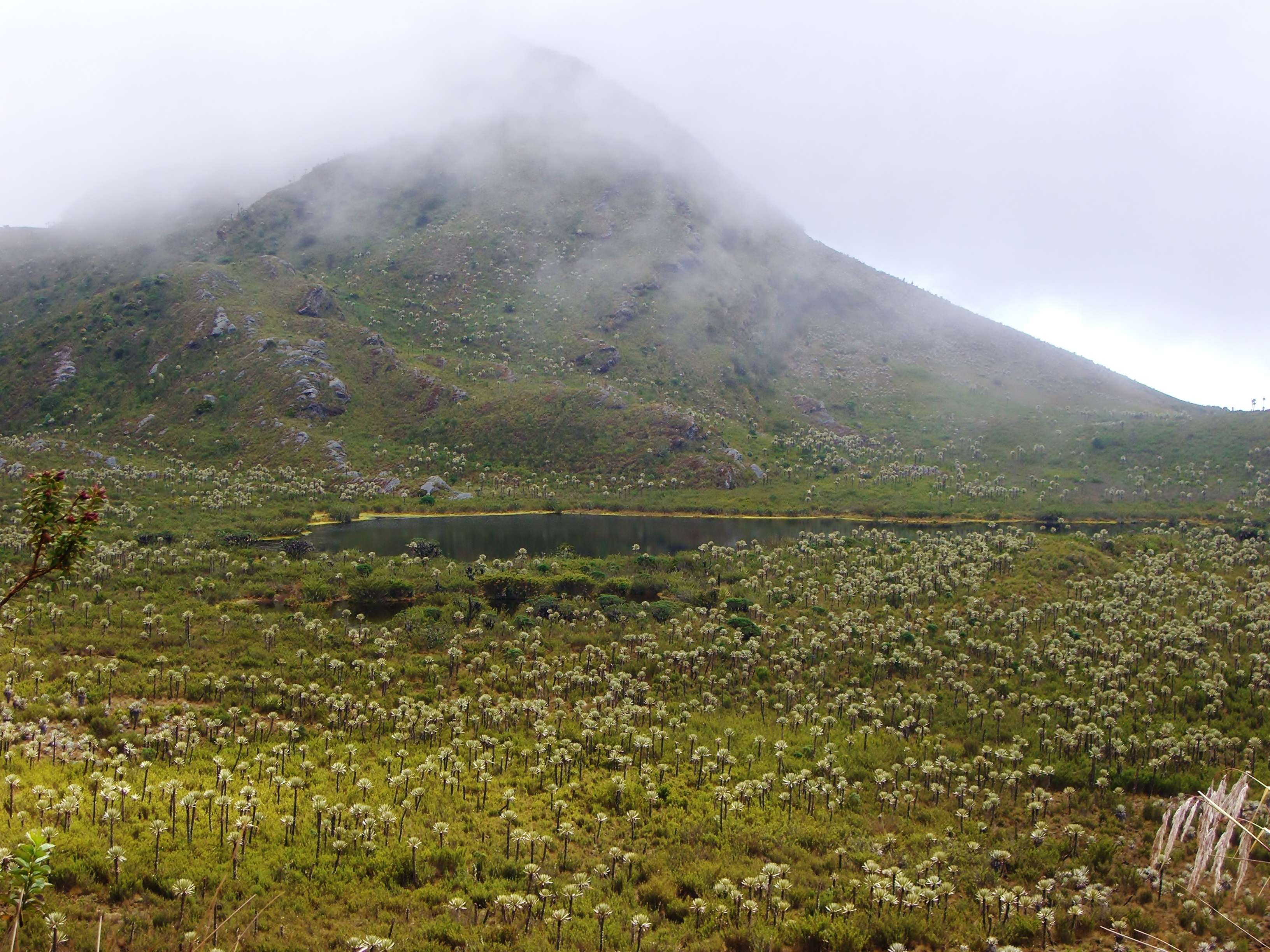
Хмари над національним парком Чингаза
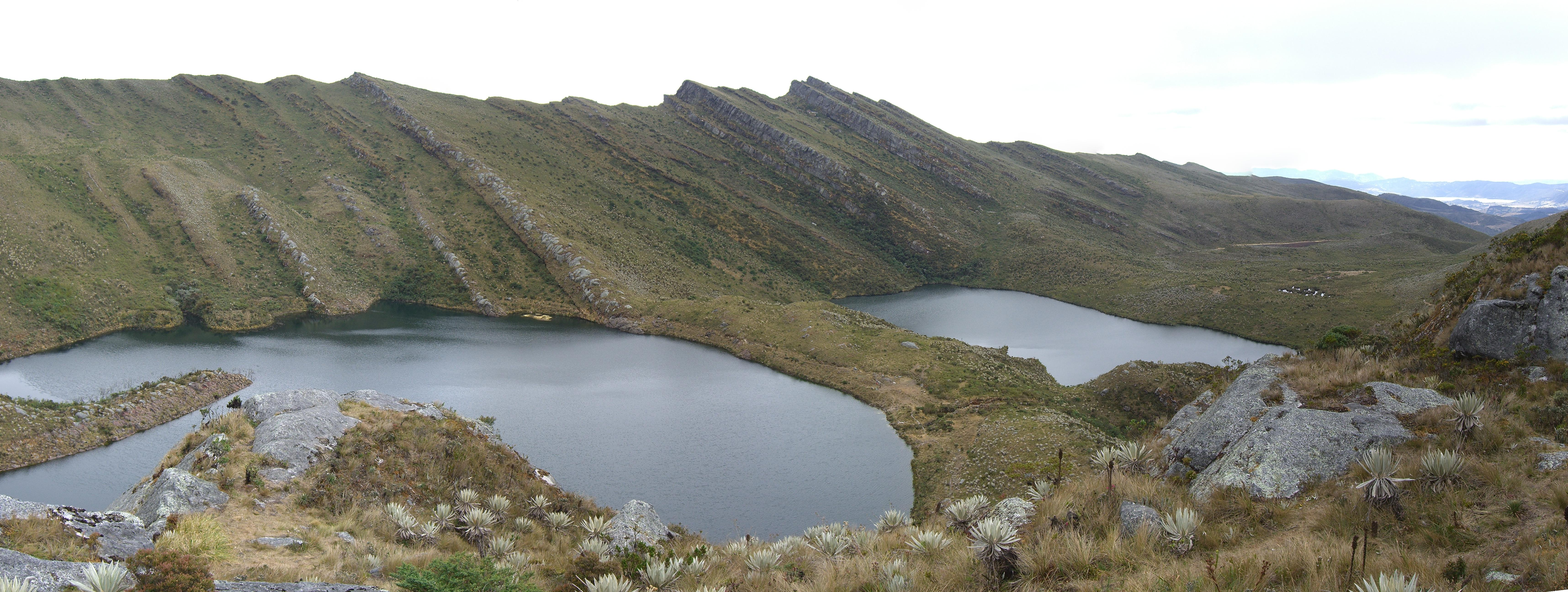
Озера Сієча
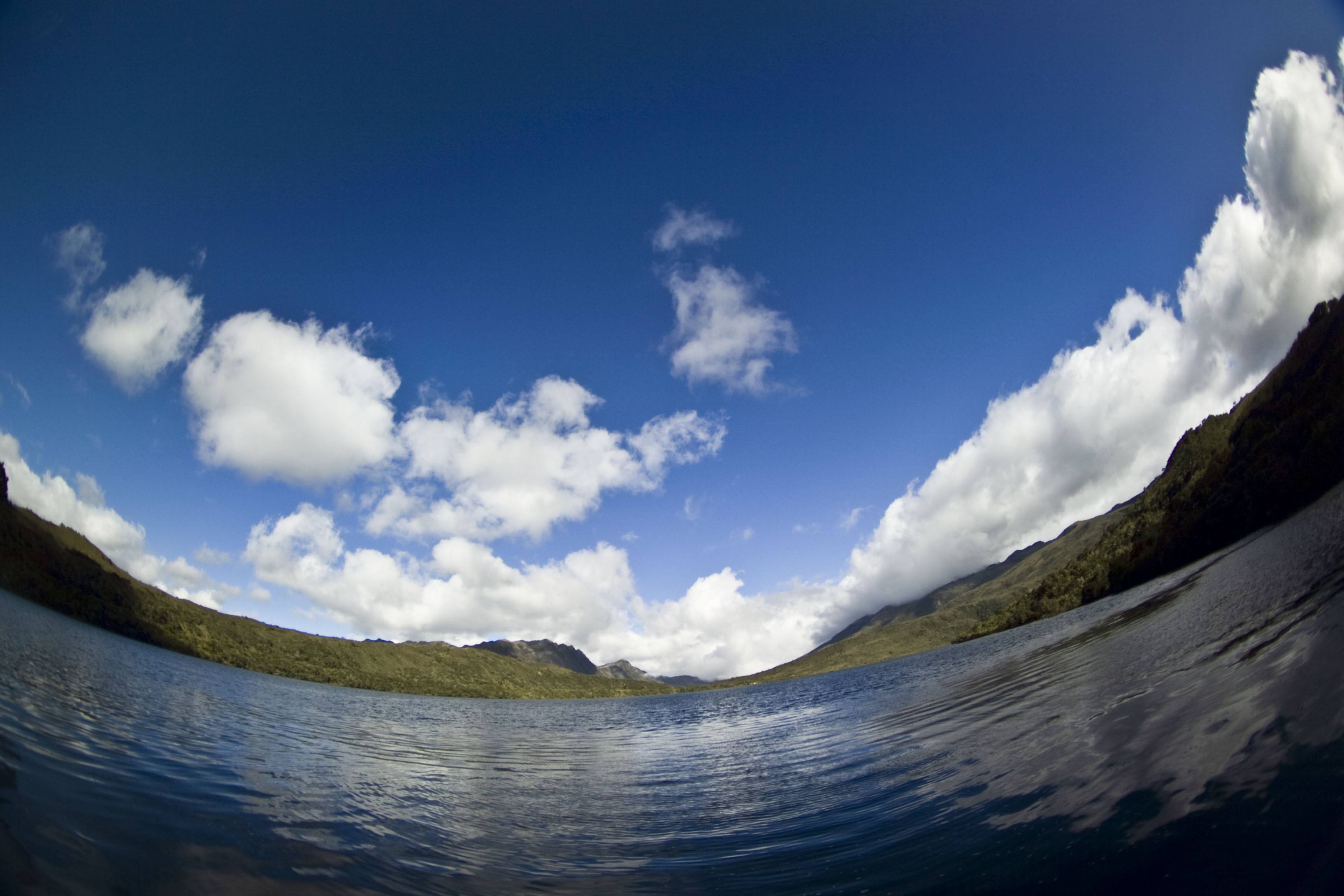
Озеро в південній частині парку
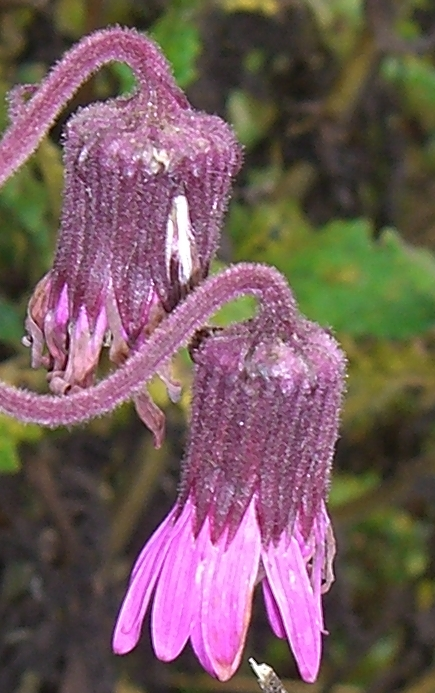
Сенеція формозоїдна